# Eva Hoffman
Pour les articles homonymes, voir Hoffman.
Œuvres principales
Lost in translation (en)
Eva Hoffman est une écrivain américaine née en 1945 à Cracovie en Pologne.

## Biographie
Née après la Seconde Guerre mondiale, ses parents, Boris et Maria Wydra, ont survécu à la Shoah en se cachant dans la grange de paysans d'une forêt. À l'âge de treize ans, en 1959, la famille émigre à Vancouver en Colombie-Britannique. Elle a été étudiante boursière de littérature anglaise à l'université Rice de Houston, puis à la Yale School of Music et à l'université Harvard de Boston. Elle a finalement obtenu un doctorat de littérature anglaise et américaine en 1975. Elle a ensuite enseigné dans plusieurs universités au Canada et aux États-Unis.
Elle vit à Londres.

## Œuvres
- Une vie entre les mots : Récit, 1992, Éd.: Belles Lettres, collection de littérature étrangère,  (ISBN 2251337091)
- Après un tel savoir... : La Shoah en héritage, 2005, Éd.: Calmann-Lévy, Coll.: Mémorial de la Shoah : histoire,  (ISBN 2702136397)

(en)
- Lost in Translation: Life in a New Language, (1989)
- Exit into History: A Journey Through the New Eastern Europe, (1993)
- Shtetl: The Life and Death of a Small Town and the World of Polish Jews, (1997)
- The Secret: A Novel, (2002)
- After Such Knowledge: Memory, History and the Legacy of the Holocaust, (2004)
- Illuminations. A Novel, (2008), US: Appassionata (2009)
- Time: Big Ideas, Small Books, (2009)
- How to Be Bored, (2016)